# Tinodes rauschi
Tinodes rauschi är en nattsländeart som beskrevs av Malicky in Kumanski och Malicky 1975. Tinodes rauschi ingår i släktet Tinodes och familjen tunnelnattsländor. Utöver nominatformen finns också underarten T. r. marmaris.